# Seven de la República 2003
El Seven de la República de 2003 fue la vigésimo-primera edición del torneo de rugby 7 de fin de temporada para uniones regionales afiliadas a la Unión Argentina de Rugby y la décimo-quinta en ser organizada en la ciudad de Paraná, Entre Ríos. Se llevó a cabo el 6 y 7 de diciembre de 2003 en El Plumazo, sede del Club Atlético Estudiantes de Paraná.
El seleccionado de Buenos Aires consiguió su octavo título al derrotar 31-7 en la final de la Copa de Oro a la Unión de Rugby de Mar del Plata. Juan Ignacio Gauthier anotó 16 puntos en la final (producto de dos tries y tres conversiones) y fue elegido como el mejor jugador del torneo. La Unión de Rugby de Salta y la Unión Sanjuanina de Rugby se quedaron con la Copa de Plata y la Copa de Bronce, respectivamente.

## Equipos participantes
Participaron del torneo veinticuatro equipos: veintiún uniones provinciales de Argentina y tres selecciones nacionales de Sudamérica invitadas.
| Equipo              | Unión                                                     |
| ------------------- | --------------------------------------------------------- |
| Alto Valle          | Unión de Rugby del Alto Valle de Río Negro y Neuquén      |
| Buenos Aires        | Unión de Rugby de Buenos Aires                            |
| Centro              | Unión de Rugby del Centro de la Provincia de Buenos Aires |
| Chile               | Federación de Rugby de Chile                              |
| Córdoba             | Unión Cordobesa de Rugby                                  |
| Cuyo                | Unión de Rugby de Cuyo                                    |
| Entre Ríos          | Unión Entrerriana de Rugby                                |
| Formosa             | Unión de Rugby de Formosa                                 |
| Jujuy               | Unión Jujeña de Rugby                                     |
| La Rioja            | Unión Riojana de Rugby                                    |
| Mar del Plata       | Unión de Rugby de Mar del Plata                           |
| Misiones            | Unión de Rugby de Misiones                                |
| Nordeste            | Unión de Rugby del Nordeste                               |
| Oeste               | Unión de Rugby del Oeste de Buenos Aires                  |
| Paraguay            | Unión de Rugby del Paraguay                               |
| Rosario             | Unión de Rugby de Rosario                                 |
| Salta               | Unión de Rugby de Salta                                   |
| San Juan            | Unión Sanjuanina de Rugby                                 |
| Santa Fe            | Unión Santafesina de Rugby                                |
| Santiago del Estero | Unión Santiagueña de Rugby                                |
| Sur                 | Unión de Rugby del Sur                                    |
| Tierra del Fuego    | Unión de Rugby de Tierra del Fuego                        |
| Tucumán             | Unión de Rugby de Tucumán                                 |
| Uruguay             | Unión de Rugby del Uruguay                                |

En cursiva los seleccionados internacionales invitados.
Al igual que en la edición anterior, el seleccionado de la Unión de Rugby del Valle del Chubut no pudo presentarse en el torneo, donde hubiese formado parte de la Zona H.

## Formato
Fase de grupos
Los veinticuatro equipos fueron divididos en ocho grupos de tres equipos cada uno. Cada grupo se resolvió con el sistema de todos contra todos a una sola ronda; la victoria otorgando 2 puntos, el empate 1 y la derrota 0. Los equipos clasificaron a la fase final de acuerdo a su posiciones finales en el grupo.
Fase final
La fase final se definió a eliminación directa en tres rondas. Los veinticuatro equipos fueron divididos en tres cuadros de acuerdo a su posiciones en la fase de grupos: los ganadores clasificaron a la Copa de Oro, los segundos a la Copa de Plata y los terceros a la Copa de Bronce.

## Fase de grupos
| Pos. | Equipos          | Partidos | Partidos | Partidos | Tantos | Tantos | Tantos | Pts. |
| Pos. | Equipos          | G        | E        | P        | PF     | PC     | DP     | Pts. |
| ---- | ---------------- | -------- | -------- | -------- | ------ | ------ | ------ | ---- |
| 1.°  | Uruguay          | 2        | 0        | 0        | 41     | 5      | +36    | 4    |
| 2.°  | Salta            | 1        | 0        | 1        | 45     | 43     | +2     | 2    |
| 3.°  | Tierra del Fuego | 0        | 0        | 2        | 33     | 71     | -38    | 0    |

| 6 de diciembre | Uruguay | 10 - 5  | Salta |  |  |
|                |         | Reporte |       |  |  |

| 6 de diciembre | Uruguay | 31 - 0  | T. d. Fuego |  |  |
|                |         | Reporte |             |  |  |

| 6 de diciembre | Salta | 40 - 33 | T. d. Fuego |  |  |
|                |       | Reporte |             |  |  |

| Pos. | Equipos      | Partidos | Partidos | Partidos | Tantos | Tantos | Tantos | Pts. |
| Pos. | Equipos      | G        | E        | P        | PF     | PC     | DP     | Pts. |
| ---- | ------------ | -------- | -------- | -------- | ------ | ------ | ------ | ---- |
| 1.°  | Buenos Aires | 2        | 0        | 0        | 85     | 12     | +73    | 4    |
| 2.°  | Sur          | 1        | 0        | 1        | 52     | 45     | +7     | 2    |
| 3.°  | Oeste        | 0        | 0        | 2        | 14     | 94     | -80    | 0    |

| 6 de diciembre | Buenos Aires | 31 - 12 | Sur |  |  |
|                |              | Reporte |     |  |  |

| 6 de diciembre | Buenos Aires | 54 - 0  | Oeste |  |  |
|                |              | Reporte |       |  |  |

| 6 de diciembre | Sur | 40 - 14 | Oeste |  |  |
|                |     | Reporte |       |  |  |

| Pos. | Equipos | Partidos | Partidos | Partidos | Tantos | Tantos | Tantos | Pts. |
| Pos. | Equipos | G        | E        | P        | PF     | PC     | DP     | Pts. |
| ---- | ------- | -------- | -------- | -------- | ------ | ------ | ------ | ---- |
| 1.°  | Tucumán | 2        | 0        | 0        | 71     | 0      | +71    | 4    |
| 2.°  | Jujuy   | 1        | 0        | 1        | 47     | 31     | +16    | 2    |
| 3.°  | Formosa | 0        | 0        | 2        | 0      | 87     | -87    | 0    |

| 6 de diciembre | Tucumán | 31 - 0  | Jujuy |  |  |
|                |         | Reporte |       |  |  |

| 6 de diciembre | Tucumán | 40 - 0  | Formosa |  |  |
|                |         | Reporte |         |  |  |

| 6 de diciembre | Jujuy | 47 - 0  | Formosa |  |  |
|                |       | Reporte |         |  |  |

| Pos. | Equipos         | Partidos | Partidos | Partidos | Tantos | Tantos | Tantos | Pts. |
| Pos. | Equipos         | G        | E        | P        | PF     | PC     | DP     | Pts. |
| ---- | --------------- | -------- | -------- | -------- | ------ | ------ | ------ | ---- |
| 1.°  | Mar del Plata   | 2        | 0        | 0        | 50     | 14     | +36    | 4    |
| 2.°  | Sgo. del Estero | 1        | 0        | 1        | 31     | 28     | +3     | 2    |
| 3.°  | Misiones        | 0        | 0        | 2        | 23     | 62     | -39    | 0    |

| 6 de diciembre | Mar del Plata | 38 - 7  | Misiones |  |  |
|                |               | Reporte |          |  |  |

| 6 de diciembre | Mar del Plata | 12 - 7  | S. del Estero |  |  |
|                |               | Reporte |               |  |  |

| 6 de diciembre | Misiones | 16 - 24 | S. del Estero |  |  |
|                |          | Reporte |               |  |  |

| Pos. | Equipos    | Partidos | Partidos | Partidos | Tantos | Tantos | Tantos | Pts. |
| Pos. | Equipos    | G        | E        | P        | PF     | PC     | DP     | Pts. |
| ---- | ---------- | -------- | -------- | -------- | ------ | ------ | ------ | ---- |
| 1.°  | Chile      | 2        | 0        | 0        | 48     | 28     | +20    | 4    |
| 2.°  | Alto Valle | 1        | 0        | 1        | 38     | 34     | +4     | 2    |
| 3.°  | Paraguay   | 0        | 0        | 2        | 19     | 43     | -24    | 0    |

| 6 de diciembre | Chile | 29 - 14 | Alto Valle |  |  |
|                |       | Reporte |            |  |  |

| 6 de diciembre | Chile | 19 - 14 | Paraguay |  |  |
|                |       | Reporte |          |  |  |

| 6 de diciembre | Alto Valle | 24 - 5  | Paraguay |  |  |
|                |            | Reporte |          |  |  |

| Pos. | Equipos  | Partidos | Partidos | Partidos | Tantos | Tantos | Tantos | Pts. |
| Pos. | Equipos  | G        | E        | P        | PF     | PC     | DP     | Pts. |
| ---- | -------- | -------- | -------- | -------- | ------ | ------ | ------ | ---- |
| 1.°  | Cuyo     | 2        | 0        | 0        | 36     | 10     | +26    | 4    |
| 2.°  | Córdoba  | 1        | 0        | 1        | 24     | 36     | -12    | 2    |
| 3.°  | San Juan | 0        | 0        | 2        | 19     | 33     | -14    | 0    |

| 6 de diciembre | Cuyo | 14 - 5  | San Juan |  |  |
|                |      | Reporte |          |  |  |

| 6 de diciembre | Cuyo | 22 - 5  | Córdoba |  |  |
|                |      | Reporte |         |  |  |

| 6 de diciembre | San Juan | 14 - 19 | Córdoba |  |  |
|                |          | Reporte |         |  |  |

| Pos. | Equipos    | Partidos | Partidos | Partidos | Tantos | Tantos | Tantos | Pts. |
| Pos. | Equipos    | G        | E        | P        | PF     | PC     | DP     | Pts. |
| ---- | ---------- | -------- | -------- | -------- | ------ | ------ | ------ | ---- |
| 1.°  | Entre Ríos | 2        | 0        | 0        | 89     | 12     | +77    | 4    |
| 2.°  | Nordeste   | 1        | 0        | 1        | 50     | 36     | +14    | 2    |
| 3.°  | Centro     | 0        | 0        | 2        | 0      | 91     | -91    | 0    |

| 6 de diciembre | Entre Ríos | 53 - 0  | Centro |  |  |
|                |            | Reporte |        |  |  |

| 6 de diciembre | Entre Ríos | 36 - 12 | Nordeste |  |  |
|                |            | Reporte |          |  |  |

| 6 de diciembre | Nordeste | 38 - 0  | Centro |  |  |
|                |          | Reporte |        |  |  |

| Pos. | Equipos  | Partidos | Partidos | Partidos | Tantos | Tantos | Tantos | Pts. |
| Pos. | Equipos  | G        | E        | P        | PF     | PC     | DP     | Pts. |
| ---- | -------- | -------- | -------- | -------- | ------ | ------ | ------ | ---- |
| 1.°  | Santa Fe | 2        | 0        | 0        | 66     | 14     | +52    | 4    |
| 2.°  | Rosario  | 1        | 0        | 1        | 43     | 21     | +22    | 2    |
| 3.°  | La Rioja | 0        | 0        | 2        | 0      | 74     | -74    | 0    |

| 6 de diciembre | La Rioja | 0 - 45  | Santa Fe |  |  |
|                |          | Reporte |          |  |  |

| 6 de diciembre | La Rioja | 0 - 29  | Rosario |  |  |
|                |          | Reporte |         |  |  |

| 6 de diciembre | Santa Fe | 21 - 14 | Rosario |  |  |
|                |          | Reporte |         |  |  |

|  | Clasifica a Copa de Oro    |
|  | Clasifica a Copa de Plata  |
|  | Clasifica a Copa de Bronce |

## Fase final

### Copa de Oro
|  | Cuartos de final | Cuartos de final | Cuartos de final |               |                     | Semifinales         | Semifinales | Semifinales |  |               | Final         | Final | Final |  |
|  |                  |                  |                  |               |                     |                     |             |             |  |               |               |       |       |  |
|  |                  |                  |                  |               |                     |                     |             |             |  |               |               |       |       |  |
|  | A                | Uruguay          | 12               |               |                     |                     |             |             |  |               |               |       |       |  |
|  | A                | Uruguay          | 12               |               |                     |                     |             |             |  |               |               |       |       |  |
|  | H                | Santa Fe         | 24               |               |                     |                     |             |             |  |               |               |       |       |  |
|  | H                | Santa Fe         | 24               |               | Santa Fe            | Santa Fe            | 10          |             |  |               |               |       |       |  |
|  |                  |                  |                  |               | Santa Fe            | Santa Fe            | 10          |             |  |               |               |       |       |  |
|  |                  |                  | Mar del Plata    | Mar del Plata | 14                  |                     |             |             |  |               |               |       |       |  |
|  | D                | Mar del Plata    | Mar del Plata    | Mar del Plata | 14                  | 21                  |             |             |  |               |               |       |       |  |
|  | D                | Mar del Plata    |                  |               |                     |                     |             |             |  |               |               |       |       |  |
|  | E                | Chile            | 5                |               |                     |                     |             |             |  |               |               |       |       |  |
|  | E                | Chile            | 5                |               |                     |                     |             |             |  | Mar del Plata | Mar del Plata | 7     |       |  |
|  |                  |                  |                  |               |                     |                     |             |             |  | Mar del Plata | Mar del Plata | 7     |       |  |
|  |                  |                  | Buenos Aires     | Buenos Aires  | 31                  |                     |             |             |  |               |               |       |       |  |
|  | B                | Buenos Aires     | Buenos Aires     | Buenos Aires  | 31                  | 36                  |             |             |  |               |               |       |       |  |
|  | B                | Buenos Aires     |                  |               |                     |                     |             |             |  |               |               |       |       |  |
|  | G                | Entre Ríos       | 7                |               |                     |                     |             |             |  |               |               |       |       |  |
|  | G                | Entre Ríos       | 7                |               | Buenos Aires (t.e.) | Buenos Aires (t.e.) | 24          |             |  |               |               |       |       |  |
|  |                  |                  |                  |               | Buenos Aires (t.e.) | Buenos Aires (t.e.) | 24          |             |  |               |               |       |       |  |
|  |                  |                  | Cuyo             | Cuyo          | 19                  |                     |             |             |  |               |               |       |       |  |
|  | C                | Tucumán          | Cuyo             | Cuyo          | 19                  | 12                  |             |             |  |               |               |       |       |  |
|  | C                | Tucumán          |                  |               |                     |                     |             |             |  |               |               |       |       |  |
|  | F                | Cuyo             | 14               |               |                     |                     |             |             |  |               |               |       |       |  |
|  | F                | Cuyo             | 14               |               |                     |                     |             |             |  |               |               |       |       |  |
|  |                  |                  |                  |               |                     |                     |             |             |  |               |               |       |       |  |

| 7 de diciembre | Uruguay | 26 - 0  | Chile |  |  |
|                |         | Reporte |       |  |  |

| 7 de diciembre | Entre Ríos | 19 - 15 | Tucumán |  |  |
|                |            | Reporte |         |  |  |

### Copa de Plata
|  | Cuartos de final | Cuartos de final | Cuartos de final |                |          | Semifinales | Semifinales | Semifinales |  |       | Final | Final | Final |  |
|  |                  |                  |                  |                |          |             |             |             |  |       |       |       |       |  |
|  |                  |                  |                  |                |          |             |             |             |  |       |       |       |       |  |
|  | A                | Salta            | 40               |                |          |             |             |             |  |       |       |       |       |  |
|  | A                | Salta            | 40               |                |          |             |             |             |  |       |       |       |       |  |
|  | H                | Rosario          | 5                |                |          |             |             |             |  |       |       |       |       |  |
|  | H                | Rosario          | 5                |                | Salta    | Salta       | 24          |             |  |       |       |       |       |  |
|  |                  |                  |                  |                | Salta    | Salta       | 24          |             |  |       |       |       |       |  |
|  |                  |                  | Sgo del Estero   | Sgo del Estero | 5        |             |             |             |  |       |       |       |       |  |
|  | D                | Sgo. del Estero  | Sgo del Estero   | Sgo del Estero | 5        | 12          |             |             |  |       |       |       |       |  |
|  | D                | Sgo. del Estero  |                  |                |          |             |             |             |  |       |       |       |       |  |
|  | E                | Alto Valle       | 10               |                |          |             |             |             |  |       |       |       |       |  |
|  | E                | Alto Valle       | 10               |                |          |             |             |             |  | Salta | Salta | 33    |       |  |
|  |                  |                  |                  |                |          |             |             |             |  | Salta | Salta | 33    |       |  |
|  |                  |                  | Córdoba          | Córdoba        | 10       |             |             |             |  |       |       |       |       |  |
|  | B                | Nordeste         | Córdoba          | Córdoba        | 10       | 33          |             |             |  |       |       |       |       |  |
|  | B                | Nordeste         |                  |                |          |             |             |             |  |       |       |       |       |  |
|  | G                | Sur              | 19               |                |          |             |             |             |  |       |       |       |       |  |
|  | G                | Sur              | 19               |                | Nordeste | Nordeste    | 5           |             |  |       |       |       |       |  |
|  |                  |                  |                  |                | Nordeste | Nordeste    | 5           |             |  |       |       |       |       |  |
|  |                  |                  | Córdoba          | Córdoba        | 21       |             |             |             |  |       |       |       |       |  |
|  | C                | Jujuy            | Córdoba          | Córdoba        | 21       | 7           |             |             |  |       |       |       |       |  |
|  | C                | Jujuy            |                  |                |          |             |             |             |  |       |       |       |       |  |
|  | F                | Córdoba          | 29               |                |          |             |             |             |  |       |       |       |       |  |
|  | F                | Córdoba          | 29               |                |          |             |             |             |  |       |       |       |       |  |
|  |                  |                  |                  |                |          |             |             |             |  |       |       |       |       |  |

| 7 de diciembre | Sur | 14 - 0  | Jujuy |  |  |
|                |     | Reporte |       |  |  |

| 7 de diciembre | Rosario | 21 - 12 | Alto Valle |  |  |
|                |         | Reporte |            |  |  |

### Copa de Bronce
|  | Cuartos de final | Cuartos de final | Cuartos de final |          |                  | Semifinales      | Semifinales | Semifinales |  |                  | Final            | Final | Final |  |
|  |                  |                  |                  |          |                  |                  |             |             |  |                  |                  |       |       |  |
|  |                  |                  |                  |          |                  |                  |             |             |  |                  |                  |       |       |  |
|  | A                | Tierra del Fuego | 24               |          |                  |                  |             |             |  |                  |                  |       |       |  |
|  | A                | Tierra del Fuego | 24               |          |                  |                  |             |             |  |                  |                  |       |       |  |
|  | H                | La Rioja         | 0                |          |                  |                  |             |             |  |                  |                  |       |       |  |
|  | H                | La Rioja         | 0                |          | Tierra del Fuego | Tierra del Fuego | 14          |             |  |                  |                  |       |       |  |
|  |                  |                  |                  |          | Tierra del Fuego | Tierra del Fuego | 14          |             |  |                  |                  |       |       |  |
|  |                  |                  | Paraguay         | Paraguay | 5                |                  |             |             |  |                  |                  |       |       |  |
|  | D                | Misiones         | Paraguay         | Paraguay | 5                | 19               |             |             |  |                  |                  |       |       |  |
|  | D                | Misiones         |                  |          |                  |                  |             |             |  |                  |                  |       |       |  |
|  | E                | Paraguay         | 21               |          |                  |                  |             |             |  |                  |                  |       |       |  |
|  | E                | Paraguay         | 21               |          |                  |                  |             |             |  | Tierra del Fuego | Tierra del Fuego | 14    |       |  |
|  |                  |                  |                  |          |                  |                  |             |             |  | Tierra del Fuego | Tierra del Fuego | 14    |       |  |
|  |                  |                  | San Juan         | San Juan | 21               |                  |             |             |  |                  |                  |       |       |  |
|  | B                | Oeste            | San Juan         | San Juan | 21               | 42               |             |             |  |                  |                  |       |       |  |
|  | B                | Oeste            |                  |          |                  |                  |             |             |  |                  |                  |       |       |  |
|  | G                | Centro           | 0                |          |                  |                  |             |             |  |                  |                  |       |       |  |
|  | G                | Centro           | 0                |          | Oeste            | Oeste            | 36          |             |  |                  |                  |       |       |  |
|  |                  |                  |                  |          | Oeste            | Oeste            | 36          |             |  |                  |                  |       |       |  |
|  |                  |                  | San Juan         | San Juan | 0                |                  |             |             |  |                  |                  |       |       |  |
|  | C                | Formosa          | San Juan         | San Juan | 0                | 17               |             |             |  |                  |                  |       |       |  |
|  | C                | Formosa          |                  |          |                  |                  |             |             |  |                  |                  |       |       |  |
|  | F                | San Juan         | 33               |          |                  |                  |             |             |  |                  |                  |       |       |  |
|  | F                | San Juan         | 33               |          |                  |                  |             |             |  |                  |                  |       |       |  |
|  |                  |                  |                  |          |                  |                  |             |             |  |                  |                  |       |       |  |

- A Oeste se le dio el partido de semifinales por perdido debido a la inclusión de un jugador no autorizado.[9]

| 7 de diciembre | La Rioja | 24 - 12 | Misiones |  |  |
|                |          | Reporte |          |  |  |

| 7 de diciembre | Centro | 14 - 24 | Formosa |  |  |
|                |        | Reporte |         |  |  |

## Tabla de posiciones
Las posiciones finales al terminar el campeonato:
| 1.°  | Buenos Aires     | 5 | 0 | 0 | 176 | 45  | +131 |
| 2.°  | Mar del Plata    | 4 | 0 | 1 | 92  | 60  | +32  |
| 3.°  | Cuyo             | 3 | 0 | 1 | 69  | 46  | +23  |
| 4.°  | Santa Fe         | 3 | 0 | 1 | 100 | 40  | +60  |
| 5.°  | Uruguay          | 3 | 0 | 1 | 79  | 29  | +50  |
| 6.°  | Entre Ríos       | 3 | 0 | 1 | 115 | 63  | +52  |
| 7.°  | Tucumán          | 2 | 0 | 2 | 98  | 33  | +65  |
| 8.°  | Chile            | 2 | 0 | 2 | 53  | 75  | -22  |
| 9.°  | Salta            | 4 | 0 | 1 | 142 | 63  | +79  |
| 10.° | Córdoba          | 3 | 0 | 2 | 84  | 81  | +3   |
| 11.° | Nordeste         | 2 | 0 | 2 | 88  | 76  | +12  |
| 12.° | Sgo. del Estero  | 2 | 0 | 2 | 48  | 62  | -14  |
| 13.° | Sur              | 2 | 0 | 2 | 85  | 78  | +7   |
| 14.° | Rosario          | 2 | 0 | 2 | 69  | 73  | -4   |
| 15.° | Alto Valle       | 1 | 0 | 3 | 60  | 67  | -7   |
| 16.° | Jujuy            | 1 | 0 | 3 | 54  | 74  | -20  |
| 17.° | San Juan         | 3 | 0 | 2 |     |     |      |
| 18.° | Tierra del Fuego | 2 | 0 | 3 | 85  | 97  | -12  |
| 19.° | Paraguay         | 1 | 0 | 3 | 45  | 76  | -31  |
| 20.° | Oeste            | 1 | 0 | 3 |     |     |      |
| 21.° | La Rioja         | 1 | 0 | 3 | 24  | 110 | -86  |
| 22.° | Formosa          | 1 | 0 | 3 | 41  | 134 | -93  |
| 23.° | Centro           | 0 | 0 | 4 | 14  | 157 | -143 |
| 24.° | Misiones         | 0 | 0 | 4 | 54  | 107 | -53  |

|  | Campeón Copa de Oro.    |
|  | Campeón Copa de Plata.  |
|  | Campeón Copa de Bronce. |

|                      |
| Buenos Aires Campeón |
| Octavo título        |